# Silnice I/68
Silnice I/68 je česká silnice I. třídy v Moravskoslezském kraji. Je dlouhá 31,886 km a spojuje Třanovice se Slovenskem. Od roku 2023 je součástí silnice původní část silnice I/11 v úseku Nebory – hraniční přechod Mosty u Jablunkova – Svrčinovec.
V úseku Český Těšín – Mosty u Jablunkova je součástí evropské silnice E75.

## Vedení silnice
- Mimoúrovňová křižovatka Třanovice (D48)
- Třinec - Nebory (I/11)
- Návsí, křižovatka s II/474
- Jablunkov
- Městská Lomná, křižovatka s II/474
- Mosty u Jablunkova, křižovatka s II/474
- Hraniční přechod Mosty u Jablunkova – Svrčinovec

## Historie
Silnice I/68 vznikla v roce 1997, kdy byla na tuto silnici první třídy v rámci celorepublikového přečíslování a revize kategorizace silnic povýšena původní silnice II/476.
Ředitelství silnic a dálnic vybudovalo přeložku silnice I/68 mimo obytnou zástavbu v délce 5,4 km spolu s novým napojením na dálnici D48 u Třanovic. Na druhém konci se přeložka napojila na existující obchvat Třince (přeložka silnice I/11). Původní silnice má být převedena do sítě silnic II. třídy (stane se součástí silnice II/474). Slavnostní zahájení výstavby se uskutečnilo 6. listopadu 2019. Silnice byla 28. března 2023 zprovozněna obousměrně v polovičním profilu (1+1), v plném profilu 2+2 pak 21. srpna 2023.

## Modernizace silnice
| Číslo | Název                        | Délka  | Kategorie                      | Zahájení výstavby | Uvedení do provozu | Křižovatky                  |
| ----- | ---------------------------- | ------ | ------------------------------ | ----------------- | ------------------ | --------------------------- |
| T55   | Třanovice – Nebory           | 5,4 km | 24,5/100                       | 10/2019           | 08/2023            | Třanovice Nebory (dostavba) |
| T56   | Nebory – Oldřichovice        | 4,9 km | 24,5/100                       | 08/2014           | 10/2017            | Nebory Oldřichovice         |
| T57   | Oldřichovice – Bystřice      | 6,2 km | 24,5/100                       | 08/2014           | 10/2017            | Bystřice                    |
| T58   | Hrádek – průtah              | 3,3 km | 11,5/80 připraveno na 22,5/100 | 08/2008           | 05/2011            |                             |
|       | Jablunkov – obchvat          | 5,2 km | 11,5/100                       | 01/2006           | 11/2008            | Návsí Lomná                 |
|       | Mosty u Jablunkova - obchvat | 7,8 km | 11,5/80                        | 02/1999           | 11/2001            |                             |
| T91   | Mosty u Jablunkova, ekodukt  | —      | —                              | plánováno 2025    | plánováno 2027     |                             |